# Lugrin
Lugrin est une commune française située dans le département de la Haute-Savoie, en région Auvergne-Rhône-Alpes. Le village se trouve à 6 km à l'est d'Évian-les-Bains et se situe sur les bords du Léman, dans le Chablais savoyard, à quelques kilomètres de Saint-Gingolph et de la frontière suisse.

## Géographie

### Situation

#### Localisation
Lugrin a pour communes limitrophes Maxilly-sur-Léman, Saint-Paul-en-Chablais, Bernex, Thollon-les-Mémises et Meillerie.

### Communes limitrophes
La commune est composée de plusieurs villages et hameaux que sont Chez Busset ; Troubois ; Roseires ; Véron ; Tourronde ; Chez Cachat ; Crétal ; les Combes ; Vieille Église ; Rys ; Chef-Lieu ; Laprau ; les Bossons ; Chez les Nives ; Chez les Servoz ; Leucel ; les Grabilles ; Pont Rouge ; les Prés Parraux et Allaman.

#### Voies de communication et transports
- Route Départementale 1005 (ancienne route nationale 5).
- Ligne du Tonkin, ligne de chemin de fer reliant Évian-les-Bains à Saint-Gingolph. Actuellement fermée, un projet de réouverture est en cours, prévoyant la poursuite des trains régionaux valaisans jusqu'à Évian-les-Bains, avec quinze allers-retours par jour.
- L'aéroport le plus proche est l'aéroport international de Genève-Cointrin (Suisse) situé à 55 km.
- Les transports en commun d'Évian-les-Bains (ÉVA'D) desservent la commune.

## Urbanisme

### Typologie
Au 1er janvier 2024, Lugrin est catégorisée ceinture urbaine, selon la nouvelle grille communale de densité à sept niveaux définie par l'Insee en 2022.
Elle appartient à l'unité urbaine de Thonon-les-Bains, une agglomération intra-départementale regroupant treize  communes, dont elle est une commune de la banlieue,,. La commune est en outre hors attraction des villes,.
La commune, bordée par un plan d’eau intérieur d’une superficie supérieure à 1 000 hectares, le Léman, est également une commune littorale au sens de la loi du 3 janvier 1986, dite loi littoral. Des dispositions spécifiques d’urbanisme s’y appliquent dès lors afin de préserver les espaces naturels, les sites, les paysages et l’équilibre écologique du littoral, tel le principe d'inconstructibilité, en dehors des espaces urbanisés, sur la bande littorale des 100 mètres, ou plus si le plan local d’urbanisme le prévoit.

### Occupation des sols
L'occupation des sols de la commune, telle qu'elle ressort de la base de données européenne d’occupation biophysique des sols Corine Land Cover (CLC), est marquée par l'importance des forêts et milieux semi-naturels (55,9 % en 2018), en diminution par rapport à 1990 (56,8 %). La répartition détaillée en 2018 est la suivante : 
forêts (55,9 %), zones agricoles hétérogènes (15 %), zones urbanisées (14,2 %), prairies (13,1 %), eaux continentales (1,4 %), zones humides intérieures (0,4 %).
L'IGN met par ailleurs à disposition un outil en ligne permettant de comparer l’évolution dans le temps de l’occupation des sols de la commune (ou de territoires à des échelles différentes). Plusieurs époques sont accessibles sous forme de cartes ou photos aériennes : la carte de Cassini (XVIIIe siècle), la carte d'état-major (1820-1866) et la période actuelle (1950 à aujourd'hui).

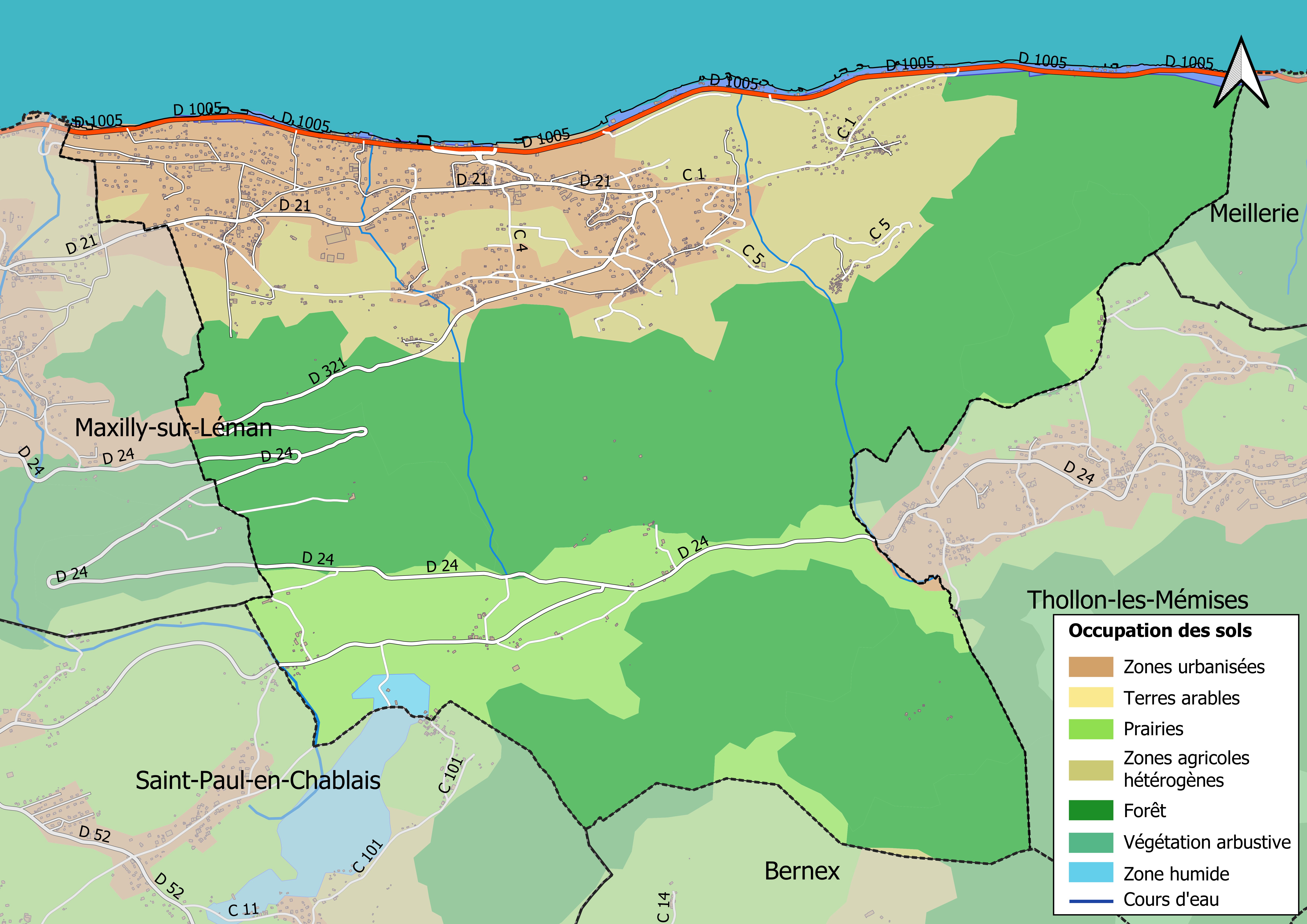
Carte des infrastructures et de l'occupation des sols en 2018 (CLC) de la commune.
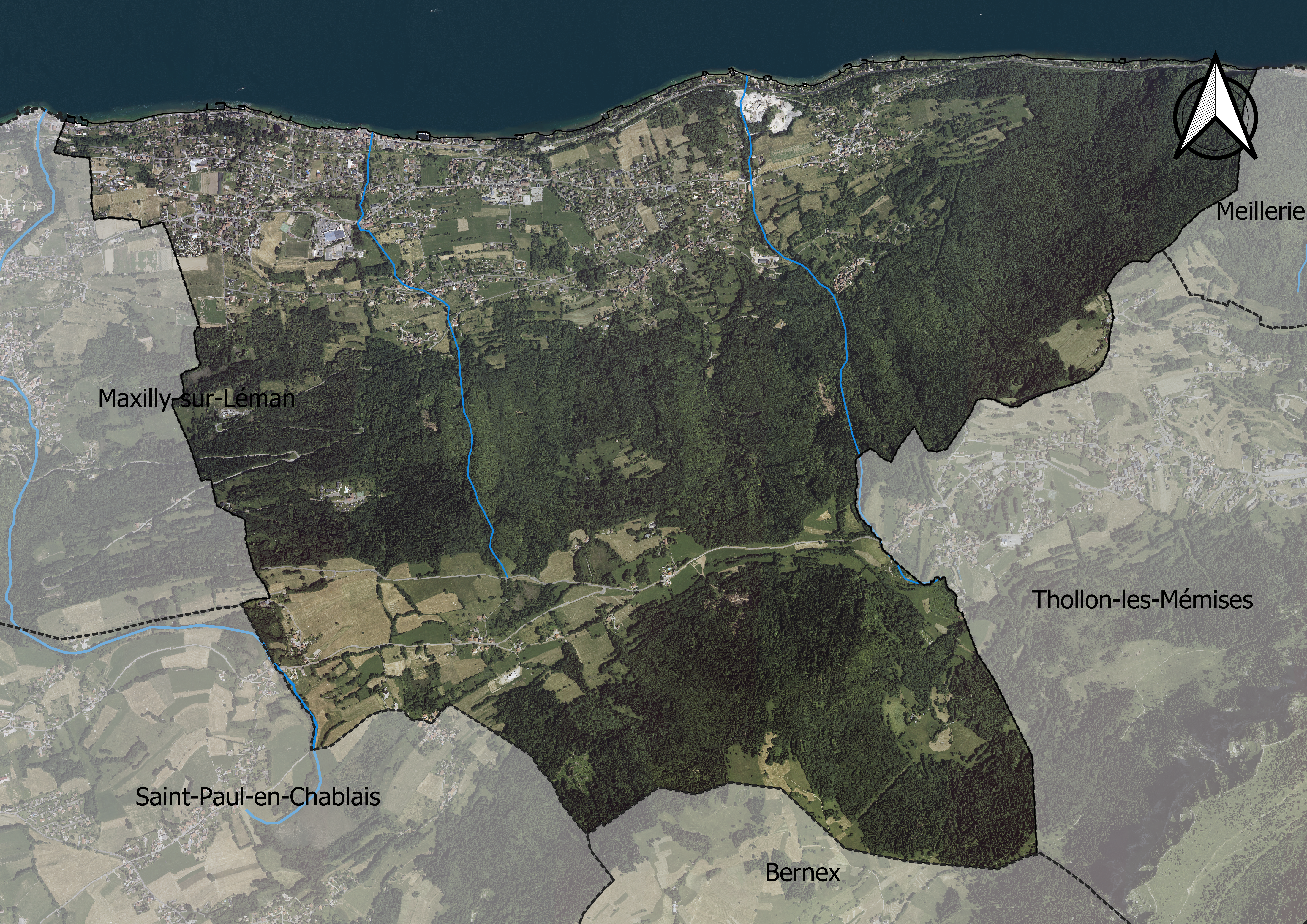
Carte orthophotogrammétrique de la commune.

## Toponymie
La première mention du village se trouve dans une charte de donation du IXe siècle sous la forme ad Logrino capella (892),. Plus tard, on trouve la forme Lugrino au XIIIe siècle.
Le toponyme provient d'un nom romain Lugrianum, qui dérive du patronyme Lugrius avec le suffixe -anum.
En francoprovençal, le nom de la commune s'écrit Lgrin, selon la graphie de Conflans.

## Histoire

### Héraldique
| Armes de Lugrin | Les armes de Lugrin se blasonnent ainsi : Coupé : au premier d'argent à un cerisier fruité au naturel mouvant de la partition ; au deuxième de gueules à une barque du Léman à deux voiles latines d’argent posée de front. On sait très peu de chose sur ce blason… |

### Faits historiques
La commune de Lugrin est remarquable à plusieurs titres :
- elle abrite le château de Blonay, où a vécu pendant de nombreuses années la duchesse de Vendôme, sœur du roi Albert Ier, roi des Belges ; le rôle historique de ce château au cours du XXe siècle a été rappelé dans l'ouvrage de Dominique Paoli consacré à la duchesse de Vendôme ;
- le château d'Allaman a été le lieu où ont été négociés, pour une grande part, les accords d'Évian qui ont mis fin à la guerre d'Algérie ;
- durant les années 1950 et le début des années 1960, l'école primaire municipale de Lugrin a été dirigée et animée par le couple Berthier, pionniers de la méthode Freinet pour l'enseignement primaire.

## Politique et administration

### Situation administrative
La commune de Lugrin appartient au canton d'Évian-les-Bains, qui compte selon le redécoupage cantonal de 2014 33 communes.
La commune est membre de la communauté de communes Pays d'Évian Vallée d'Abondance.
Lugrin relève de l'arrondissement de Thonon-les-Bains et de la cinquième circonscription de la Haute-Savoie, dont le député est Anne-Cécile Violland (Horizons) depuis les élections de 2022.

### Administration municipale
Voici ci-dessous le partage des sièges au sein du conseil municipal de Lugrin :

### Liste des maires
Liste de l'ensemble des maires qui se sont succédé à la mairie de Lugrin :

## Population et société

### Démographie
Ses habitants sont les Lugrinois.
L'évolution du nombre d'habitants est connue à travers les recensements de la population effectués dans la commune depuis 1793. Pour les communes de moins de 10 000 habitants, une enquête de recensement portant sur toute la population est réalisée tous les cinq ans, les populations de référence des années intermédiaires étant quant à elles estimées par interpolation ou extrapolation. Pour la commune, le premier recensement exhaustif entrant dans le cadre du nouveau dispositif a été réalisé en 2004.

En 2022, la commune comptait 2 536 habitants, en évolution de +5,45 % par rapport à 2016 (Haute-Savoie : +6,01 %, France hors Mayotte : +2,11 %).
| 1793  | 1800 | 1806  | 1822  | 1838  | 1848  | 1858  | 1861  | 1866  |
| ----- | ---- | ----- | ----- | ----- | ----- | ----- | ----- | ----- |
| 1 060 | 986  | 1 003 | 1 190 | 1 274 | 1 413 | 1 331 | 1 477 | 1 450 |

| 1872  | 1876  | 1881  | 1886  | 1891  | 1896  | 1901  | 1906  | 1911  |
| ----- | ----- | ----- | ----- | ----- | ----- | ----- | ----- | ----- |
| 1 400 | 1 571 | 1 610 | 1 788 | 1 666 | 1 696 | 1 733 | 1 569 | 1 637 |

| 1921  | 1926  | 1931  | 1936  | 1946  | 1954  | 1962  | 1968  | 1975  |
| ----- | ----- | ----- | ----- | ----- | ----- | ----- | ----- | ----- |
| 1 454 | 1 452 | 1 399 | 1 418 | 1 283 | 1 289 | 1 278 | 1 344 | 1 334 |

| 1982  | 1990  | 1999  | 2004  | 2006  | 2009  | 2014  | 2019  | 2022  |
| ----- | ----- | ----- | ----- | ----- | ----- | ----- | ----- | ----- |
| 1 417 | 2 025 | 1 997 | 2 132 | 2 134 | 2 260 | 2 395 | 2 504 | 2 536 |

### Enseignement

#### Établissements éducatifs
Lugrin relève de l'académie de Grenoble. Celle-ci évolue sous la supervision de l'inspection départementale de l'Éducation nationale.
Voici ci-dessous la liste exhaustive des principaux établissements scolaires de la commune :

### Santé
- 1 cabinet médical (3 docteurs) ;
- 1 cabinet d'infirmières ;
- 1 cabinet de kinésithérapie ;
- 1 dentiste
- 1 pharmacie.

### Sports et loisirs
On trouve sur la commune une vingtaine de sociétés et associations : musique (Harmonie municipale et Musique Jeanne d'Arc), foot, sauvetage, Tennis, donneurs de sang, parents d'élèves, syndicat d'initiative, MJC, bibliothèque, Club des aînés, ADMR, Chasse, Vétérans du Foot, Comité paroissial, Club échanges & savoir, Anciens d'AFN, Voile, Association pour la restauration de la vieille église…
Lugrin dispose d'un stade de football.

### Médias
- Télévision locale : TV8 Mont-Blanc.

## Culture et patrimoine

### Lieux et monuments
- Sculpture tricéphale  Inscrit MH (1954). Pierre tricéphale en roche serpentine qui daterait d'environ 1000 ans av. J.-C.

#### Période médiévale
- Maison forte d'Allaman (écrit aussi Alamand), XIIIe siècle.
- Maison forte de Chatillon dite « Château Gaillet », XIVe – XIXe siècle.
- Château de Blonay en Chablais[19], remanié au XIXe siècle.
- Tour du Crest ; ancienne maison forte, attestée en 1457, aujourd'hui en ruines.

#### Monuments religieux
- Église Saint-Pierre (1844), néo-classique sarde.
- Vieille église (XIe siècle).

### Patrimoine culturel
La vie culturelle locale bénéficie de plusieurs infrastructures dont une salle polyvalente.

### Patrimoine naturel et fleurissement
- Zone forestière intermédiaire, pente 20 à 40 % : hêtres et sapins.
- Zone du plateau de Laprau (900 m d'altitude) : prairie.
- Zone du Mont Benand (1 248 m d'altitude) : forêt.

Dans le hameau de Troubois, se trouve l'un des plus gros châtaigniers de la région. Il a perdu une de ses deux branches principales durant la tempête de 1999.

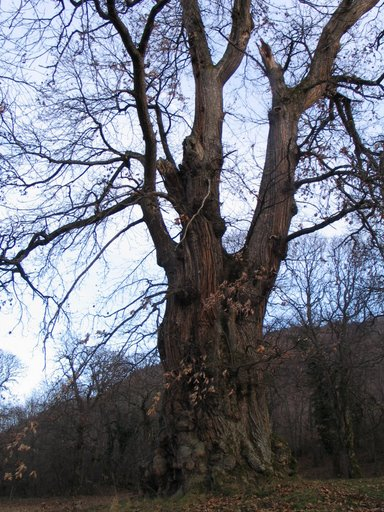
En décembre 2007.
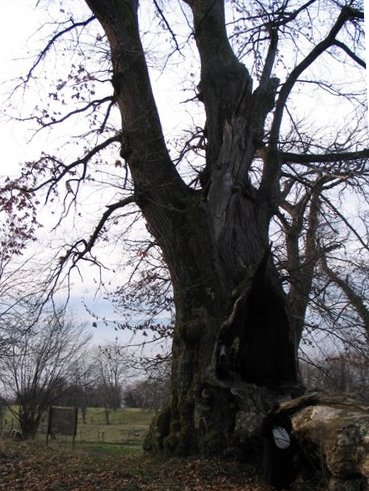
Branche à Terre.
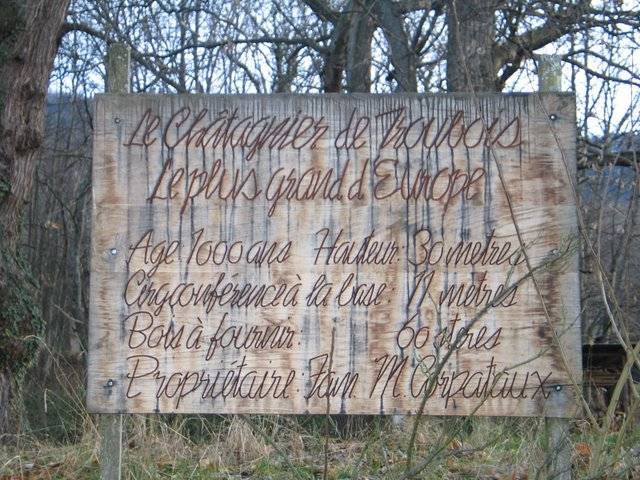

### Personnalités liées à la commune
- Yves Dessca, auteur-compositeur français né à Lugrin.
- Sophie d'Orléans, princesse décédée en 1928 à Lugrin.

### Littérature
Lugrin sert de cadre à deux romans historiques : Le Prieur de Meillerie de Sidonie Bochaton (éditions Cabédita, roman historique, 2016) et Le lépreux de Lugrin de Sidonie Bochaton (2019).